# Frangula
Genre
Frangula est un genre de plantes à fleurs de la famille des Rhamnacées.

## Liste des sous-espèces et espèces
Selon BioLib (11 juillet 2016) :
- Frangula alnus Mill.
- Frangula betulifolia (Greene) V. Grub.
- Frangula californica (Eschsch.) Gray
- Frangula caroliniana (Walt.) Gray
- Frangula purshiana (DC.) Cooper
- Frangula rubra (Greene) V. Grub.
- Frangula rupestris (Scop.) Schur.
- Frangula sphaerosperma (Sw.) Kartesz & Gandhi

Selon Catalogue of Life (11 juillet 2016) :
- Frangula acuminata (Maguire & Steyerm.) A.Pool
- Frangula alnus
- Frangula azorica Grubov
- Frangula betulifolia (Greene) Grubov
- Frangula blumeri (Greene) J.T. Kartesz & K.N. Gandhi
- Frangula breedlovei (L.A.Johnst. & M.C.Johnst.) A.Pool
- Frangula californica
- Frangula capreifolia (Schlechtend.) Grubov
- Frangula caroliniana (Walt.) A.Gray
- Frangula chimalapensis (R.Fernández) A.Pool
- Frangula chimantensis (Steyerm. & Maguire) A.Pool
- Frangula circumscissa A.Pool
- Frangula crenata (Sieb. & Zucc.) Miq.
- Frangula darienensis A.Pool
- Frangula discolor (Donn. Sm.) Grubov
- Frangula goudotiana (Triana) Grubov
- Frangula grandiflora A.Pool
- Frangula grandifolia (Fisch. & C. A. Mey.) Grubov
- Frangula granulosa (Ruiz & Pav.) Grubov
- Frangula henryi (C. K. Schneid.) Grubov
- Frangula hintonii (M.C.Johnst. & L.A.Johnst.) A.Pool
- Frangula inconspicua A.Pool
- Frangula lindeniana (Triana) Grubov
- Frangula longipedicellata A.Pool
- Frangula longipes (Merr. & Chun) Grubov
- Frangula longistyla (C.B.Wolf) A.Pool
- Frangula macrocarpa (Standl.) Grubov
- Frangula marahuacensis (Steyerm. & Maguire) A.Pool
- Frangula mcvaughii (L.A.Johnst. & M.C.Johnst.) A.Pool
- Frangula microphylla (Schult.) Grubov
- Frangula mucronata (Schlechtend.) Grubov
- Frangula neblinensis (Maguire & Steyerm.) A.Pool
- Frangula obovata (Kearney & Peebles) G.L.Nesom & Sawyer
- Frangula oreodendron (L.O.Williams) A.Pool
- Frangula palmeri (S. Wats.) Grubov
- Frangula pedunculata F.K.Mey.
- Frangula pendula A.Pool
- Frangula polymorpha Reiss.
- Frangula pringlei (Rose) Grubov
- Frangula pubescens (Ruiz & Pav.) Grubov
- Frangula purshiana
- Frangula rhododendriphylla (Y.L.Chen & P.K.Chou) H.Yu, H.G.Ye & N.H.Xia
- Frangula rubra
- Frangula rupestris (Scop.) Schur
- Frangula scopulorum (M.E.Jones) A.Pool
- Frangula sphaerosperma (Sw.) J.T. Kartesz & K.N. Gandhi
- Frangula surotatensis (Gentry) A.Pool
- Frangula ulei (Pilger) Grubov
- Frangula wendtii (Ishiki) A.Pool

Selon GRIN (11 juillet 2016) :
- Frangula alnus Mill.
- Frangula betulifolia (Greene) Grubov
- Frangula californica (Eschsch.) A. Gray
- Frangula caroliniana (Walter) A. Gray
- Frangula crenata (Siebold & Zucc.) Miq.
- Frangula purshiana (DC.) A. Gray
- Frangula rubra (Greene) Grubov
- Frangula rupestris (Scop.) Schur

Selon ITIS (11 juillet 2016) :
- Rhamnus alaternus L.
- Rhamnus alnifolia L'Hér.
- Rhamnus arguta Maxim.
- Rhamnus betulifolia Greene
- Rhamnus blumeri Greene
- Rhamnus californica Eschsch.
- Rhamnus caroliniana Walter
- Rhamnus cathartica L.
- Rhamnus crocea Nutt.
- Rhamnus davurica Pall.
- Rhamnus frangula L.
- Rhamnus globosa Bunge
- Rhamnus ilicifolia Kellogg
- Rhamnus japonica Maxim.
- Rhamnus lanceolata Pursh
- Rhamnus libanotica Boiss.
- Rhamnus lycioides L.
- Rhamnus petiolaris Boiss.
- Rhamnus pirifolia Greene
- Rhamnus purshiana DC.
- Rhamnus rubra Greene
- Rhamnus saxatilis Jacq.
- Rhamnus serrata Humb. & Bonpl. ex Schult.
- Rhamnus smithii Greene
- Rhamnus × spathulifolia Fisch. & C.A. Mey.
- Rhamnus sphaerosperma Sw.
- Rhamnus utilis Decne.

Selon NCBI (11 juillet 2016) :
- Frangula alnus
  - sous-espèce Frangula alnus subsp. alnus
  - sous-espèce Frangula alnus subsp. baetica
- Frangula azorica
- Frangula betulifolia
- Frangula californica
- Frangula caroliniana
- Frangula polymorpha
- Frangula purshiana
- Frangula rupestris

Selon The Plant List (11 juillet 2016) :
- Frangula acuminatifolia (Hayata) Grubov
- Frangula alnus Mill.
- Frangula austrosinensis Hatus.
- Frangula azorica Grubov
- Frangula betulifolia (Greene) Grubov
- Frangula blumeri (Greene) Kartesz & Gandhi
- Frangula californica (Eschsch.) A.Gray
- Frangula capreifolia (Schltdl.) Grubov
- Frangula crenata (Siebold & Zucc.) Miq.
- Frangula dianthes (L.Riley) Grubov
- Frangula discolor (Donn.Sm.) Grubov
- Frangula glaberrima (Peyron) Grubov
- Frangula goudotiana (Triana & Planch.) Grubov
- Frangula grandiflora (C.Y. Wu ex Y.L. Chen & P.K. Chou) Grubov
- Frangula grandifolia (Fisch. & C.A.Mey) Grubov
- Frangula granulosa (Ruiz & Pav.) Grubov
- Frangula grisea (Merr.) Grubov
- Frangula henryi (C.K.Schneid.) Grubov
- Frangula lindeniana (Triana & Planch.) Grubov
- Frangula longipes (Merr. & Chun) Grubov
- Frangula macrocarpa (Standl.) Grubov
- Frangula microphylla (Humb. & Bonpl. ex Schult.) Grubov
- Frangula mucronata (Schltdl.) Grubov
- Frangula obovata (Kearney & Peebles) G.L.Nesom & Sawyer
- Frangula palmeri (S.Watson) Grubov
- Frangula pinetorum (Standl.) Grubov
- Frangula pringlei (Rose) Grubov
- Frangula purshiana Cooper
- Frangula revoluta (Rose) Grubov
- Frangula rhododendriphylla (Y.L.Chen & P.K.Chou) H.Yu, H.G.Ye & N.H.Xia
- Frangula rubra (Greene) Grubov
- Frangula rupestris Schur
- Frangula sphaerosperma (Sw.) Kartesz & Gandhi
- Frangula ulei (Pilg.) Grubov

Selon Tropicos (11 juillet 2016) (Attention liste brute contenant possiblement des synonymes) :
- Frangula acuminata (Maguire & Steyerm.) A. Pool
- Frangula alnus Mill.
- Frangula anonifolia (Greene) Grubov
- Frangula atagualpae Grubov
- Frangula atroviridis Grubov
- Frangula austrosinensis Hatus.
- Frangula betulifolia (Greene) Grubov
- Frangula boliviana (Rusby) Grubov
- Frangula breedlovei (L.A. Johnst. & M.C. Johnst.) A. Pool
- Frangula californica (Eschsch.) A. Gray
- Frangula capreifolia (Schltdl.) Grubov
- Frangula capreifolia var. grandifolia [hybrid with] mucronata
- Frangula caroliniana (Walter) A. Gray
- Frangula chimalapensis (R. Fernández) A. Pool
- Frangula chimantensis (Steyerm. & Maguire) A. Pool
- Frangula chrysophylla Reissek
- Frangula circumscissa A. Pool
- Frangula citrifolia (Rusby) Grubov
- Frangula crenata (Siebold & Zucc.) Miq.
- Frangula darienensis A. Pool
- Frangula dianthes (L. Riley) Grubov
- Frangula discolor (Donn. Sm.) Grubov
- Frangula discolor var. discolor [hybrid with] pendula
- Frangula discolor var. mesoamericana [hybrid with] pringlei
- Frangula fragilis Raf.
- Frangula frangula a
- Frangula goudotiana (Triana & Planch.) Grubov
- Frangula grandiflora A. Pool
- Frangula grandifolia (Fisch. & C.A. Mey. ex Ledeb.) Grubov
- Frangula granulosa (Ruiz & Pav.) Grubov
- Frangula henryi (C.K. Schneid.) Grubov
- Frangula hintonii (M.C. Johnst. & L.A. Johnst.) A. Pool
- Frangula inconspicua A. Pool
- Frangula lindeniana (Triana & Planch.) Grubov
- Frangula longipedicellata A. Pool
- Frangula longipes (Merr. & Chun) Grubov
- Frangula longistyla (C.B. Wolf) A. Pool
- Frangula marahuacensis (Steyerm. & Maguire) A. Pool
- Frangula mcvaughii (L.A. Johnst. & M.C. Johnst.) A. Pool
- Frangula microphylla (Humb. & Bonpl. ex Schult.) Grubov
- Frangula mucronata (Schltdl.) Grubov
- Frangula neblinensis (Maguire & Steyerm.) A. Pool
- Frangula nelsonii (Rose) Grubov
- Frangula nervosa Grubov
- Frangula obovata (Kearney & Peebles) G.L. Nesom & Sawyer
- Frangula occidentalis (Howell ex Greene) Grubov
- Frangula oreodendron (L.O. Williams) A. Pool
- Frangula palmeri (S. Watson) Grubov
- Frangula pendula A. Pool
- Frangula peruviana Grubov
- Frangula pinetorum (Standl.) Grubov
- Frangula polymorpha Reissek
- Frangula pringlei (Rose) Grubov
- Frangula pubescens (Ruiz & Pav.) Grubov
- Frangula purshiana (DC.) A. Gray
- Frangula revoluta (Rose) Grubov
- Frangula rhododendriphylla (Y.L. Chen & P.K. Chou) H. Yu, H.G.Ye & N.H. Xia
- Frangula riojae (Perkins) Grubov
- Frangula rubra (Greene) Grubov
- Frangula rupestris Schur
- Frangula scopulorum (M.E. Jones) A. Pool
- Frangula sp. a - fl. meso.
- Frangula sphaerocarpa Griseb.
- Frangula sphaerosperma (Sw.) Kartesz & Gandhi
- Frangula sphagnicola A.P. Khokhr.
- Frangula surotatensis (Gentry) A. Pool
- Frangula tomentella (Benth.) Grubov
- Frangula ulei (Pilg.) Grubov
- Frangula ursina (Greene) Grubov
- Frangula viridula (Jeps.) Grubov
- Frangula wendtii (Ishiki) A. Pool
- Frangula × blumeri (Greene) Kartesz & Gandhi